# Yves Delvingt
Yves Delvingt (8 de febrero de 1953) es un deportista francés que compitió en judo. Ganó una medalla en el Campeonato Mundial de Judo de 1979, y cuatro medallas en el Campeonato Europeo de Judo entre los años 1975 y 1979.
Participó en dos Juegos Olímpicos de Verano en los años 1976 y 1980, su mejor actuación fue un quinto puesto logrado en Moscú 1980 en la categoría de –65 kg.

## Palmarés internacional
| Campeonato Mundial | Campeonato Mundial | Campeonato Mundial | Campeonato Mundial |
| Año                | Lugar              | Medalla            | Categoría          |
| ------------------ | ------------------ | ------------------ | ------------------ |
| 1979               | París (Francia)    | Medalla de plata   | –65 kg             |
| Campeonato Europeo |                    |                    |                    |
| Año                | Lugar              | Medalla            | Categoría          |
| 1975               | Lyon (Francia)     | Medalla de bronce  | –63 kg             |
| 1976               | Kiev (URSS)        | Medalla de bronce  | –63 kg             |
| 1977               | Ludwigshafen (RFA) | Medalla de oro     | –65 kg             |
| 1979               | Bruselas (Bélgica) | Medalla de bronce  | –65 kg             |